# Vreemde Indringers
Vreemde Indringers (Spaans: Los invasores) is een stripalbum uit de reeks Paling en Ko van tekenaar Francisco Ibáñez. De oorspronkelijke versie werd in 1974 in uitgebracht als #29 in de Ases del Humor-reeks na voorpublicatie in het stripblad Mortadelo (zoals de lange kale helft van het tweetal in het Spaans heet) van december 1973 tot maart 1974. In 1979 werd het album in het Nederlands uitgebracht als #24.

## Naamsverwarring
Als gevolg van een jarenlange naamsverwarring wordt de kale meestervermommer hier Ko genoemd en de korte met de twee haren (door zijn collega steevast met chef en u aangesproken) Paling.

## Verhaal
Een samenwerkende groep buitenaardse wezens dreigt aanslagen te zullen plegen op Aarde. Paling en Ko worden door hun collega's van de geheime dienst 'uitverkoren' om hier een stokje voor te steken. Ze worden door hun baas, de Superintendant, onder de orders gesteld van professor von Jattum en doen zich daarbij voor als het personeel van bar de Maan.
Afgezien van een speelgoed-ufo, de baleinen van een paraplu en een gecamoufleerde duivenjager zijn het de volgende wezens die worden opgeruimd;
- Een reusachtige worm; de kale lokt hem in de val met een explosieve peer.
- Een kikkerachtige; een boze boer biedt onbedoeld de helpende hand door hem terug naar zijn eigen planeet te schoppen. Als 'tegenprestatie' moeten Paling en Ko zijn vertrapte artisjokken vergoeden en opnieuw inzaaien.
- Een robot in de vorm van een drieogig monster zonder armen met de grijpgrage snuit van een miereneter. Bij wijze van omgekeerd Midas-effect raakt de chef de robot aan en valt deze uit elkaar.
- Een eenogige kwal die een glibberige vloeistof spuit; hij wordt echter met zijn eigen wapen verslagen en geplet door een koe.
- Een eenogige mossel wiens tong zijn sterkste wapen is; hij wordt opgegeten door een kat.

Ten slotte blijkt de professor zelf een indringer te zijn die Paling en Ko heeft gebruikt om zijn rivalen uit te schakelen; de sigaretten die hij aan een stuk door rookte bevatten het element J-D 96 dat voor hem de lucht is die hij inademt. De kale neemt maatregelen en verwisselt de sigaretten voor het goedkoopste soort met een tijdbom. De professor gaat er vandoor, maar zijn schotel explodeert en zal zich daar op zijn thuisplaneet voor moeten verantwoorden tegenover zijn eigen 'Super'.
Paling en Ko hebben niet in de gaten dat zij het slachtoffer zijn van een nieuwe, vergeefse, wraakactie; het enige dat ze horen is dat de professor een wereldreis aan het maken is en dat hij zich schuilhoudt in een huis op de Top van de Gekke Geit. Ze gaan erheen en plaatsen een bom op zijn hoofd om pas bij terugkomst te horen dat het de echte Von Jattum is. Paling en Ko worden overal ter wereld gezocht en verstoppen zich daarom op een andere planeet waar ze nu zelf ongewenste indringers zijn.

## Verwijzingen
- De oorspronkelijke titel is ontleend aan de serie The Invaders die eveneens over buitenaardse wezens gaat
- Op pagina 4 figureert acteur William Conrad als het hoofdpersonage uit de serie Cannon.